# Jenny Holzer
Jenny Holzer (Gallipolis, Ohio, 29 de juliol de 1950) és una artista estatunidenca que viu a Hoosic Falls, a l'estat de Nova York. El seu treball se centra en l'exposició de paraules i idees en espais públics per denunciar diferents formes d'injustícia i el seu art aforístic s'ha escampat per moltes ciutats del mon.

## Biografia
A finals dels anys setanta, va començar a penjar cartells anònims als carrers de Manhattan amb missatges breus o aforismes que denunciaven diferents formes d'injustícia. Cada setmana penjava nous Truisms (una mena de "veritats òbvies" o aforismes), escrits en lletra negra al damunt de paper blanc, que destil·laven les lectures crítiques que feia com a alumna del Whitney Independent Study Program. Després, els imprimia sobre samarretes i els gravava en bancs públics. El 1981, Holzer va començar a gravar missatges en plaques d'alumini i bronze com les que es fan servir en els hospitals i edificis governamentals. Des que, el 1982, va llogar un espai publicitari lluminós a Times Square, a Nova York, va incorporar els cartells lluminosos amb leds com a suport dels seus missatges públics. L'art aforístic de Holzer s'ha exhibit en nombrosos espais públics d'arreu del món. Les seves projeccions sobre el paisatge i l'arquitectura i els seus missatges de denúncia de tota mena d'injustícia, opressió i abús de poder, li han suposat un ampli reconeixement internacional.
Des de 1978, Holzer ha fet nombroses exposicions individuals i col·lectives en llocs destacats com el Solomon R. Guggenheim Museum de Nova York (1989), la Kunsthalle Düsseldorf (1990), el Dallas Museum of Art (1993), el Museu d'Art contemporani de Houston (1997), la Neue Nationalgalerie de Berlín (2002), l'Australian Center for Contemporary Art de Melbourne (2006) i el Whitney Museum of American Art de Nova York (2009). Les seves projeccions de llum s'han pogut llegir en espais públics emblemàtics com el World Trade Center de Nova York o el Reichstag de Berlín i en ciutats com Boston, Praga, Viena, Singapur, Nova York, Dublín, Londres, París i Buenos Aires. Holzer va rebre el Lleó d'Or de la Biennal de Venècia el 1990. Les seves obres es troben en col·leccions com la del MoMA i el Solomon R. Guggenheim Museum de Nova York, la Tate Collection de Londres i el MACBA de Barcelona.